# Parafia bł. Anieli Salawy w Suwałkach
Parafia bł. Anieli Salawy w Suwałkach – parafia rzymskokatolicka należąca do dekanatu Suwałki – Ducha Świętego diecezji ełckiej. 
Została utworzona w 1992 roku. Kościół parafialny wybudowano w latach 2001–2004. Parafię prowadzą księża diecezjalni.